# جايسون في. بروك
جايسون في. بروك (بالإنجليزية: Jason V. Brock)‏ (1 مارس 1970، تشارلوت في الولايات المتحدة)؛ فنان وروائي أمريكي.

## روابط خارجية
- جايسون في. بروك على موقع IMDb (الإنجليزية)